# Mario Party 3
Mario Party 3 (マリオパーティ 3, Mario Pāti Surī) est le troisième volet de la série Mario Party, mettant en vedette Mario et ses compagnons, sorti sur Nintendo 64 le 16 novembre 2001 en Europe, le 7 mai 2001 aux États-Unis et le 7 décembre 2000 au Japon.
Il s'agit du dernier jeu sorti sur la Nintendo 64 en Europe.
Ce jeu marque la dernière apparition du premier design de Daisy. Par la suite, elle conservera son apparence introduite dans Mario Party 4.

## Personnages
- Mario
- Luigi
- Peach
- Yoshi
- Wario
- Donkey Kong
- Waluigi
- Daisy

## Modes de jeu
Mario Party 3 contient deux modes de jeu :
Mode Histoire (Story Mode; 1 joueur) : Mode solo dont le but du jeu est de remporter toutes les parties en Bataille Royale et en Duel afin de devenir la Superstar du jeu à l'aide d'étoiles obtenues au cours de l'aventure.
Mode Party (Party Mode; multijoueur): Jeu libre qui contient deux modes : Bataille royale et Duel.
1. Mode Bataille Royale (1 à 4 joueurs) : Le but du jeu est d’avoir le plus d’étoiles possible dans un plateau de jeu pour remporter la partie selon le nombre de tours. Contrairement aux deux précédents jeux Mario Party, dont les nombres de tours d'une partie sont 20, 30 et 50, il est possible de choisir le nombre de tours d’une partie, allant entre 10 et 50 tours.
2. Mode Duel (1 à 2 joueurs) : Deux joueurs s'affrontent en duel dans un plateau et ont chacun une endurance. Celle-ci est sous la forme d'un cœur divisé en cinq parties. Pour remporter le duel, un joueur doit faire tomber l’endurance de son adversaire à zéro, et ce, à l'aide d'un ou deux potes (Partners) qui vont attaquer. Les Potes sont : Koopa Troopa, Goomba, Toad, Boo, Snifit, Bob-omb, Bébé Bowser (Baby Bowser),Thwomp, Whomp, Mr. Blizzard, Chomp et Plante Piranha (Piranha Plant).

Dans ce mode, il est seulement possible de jouer une partie de 20 tours à l'infini.